# Rasnichneumon alexandri

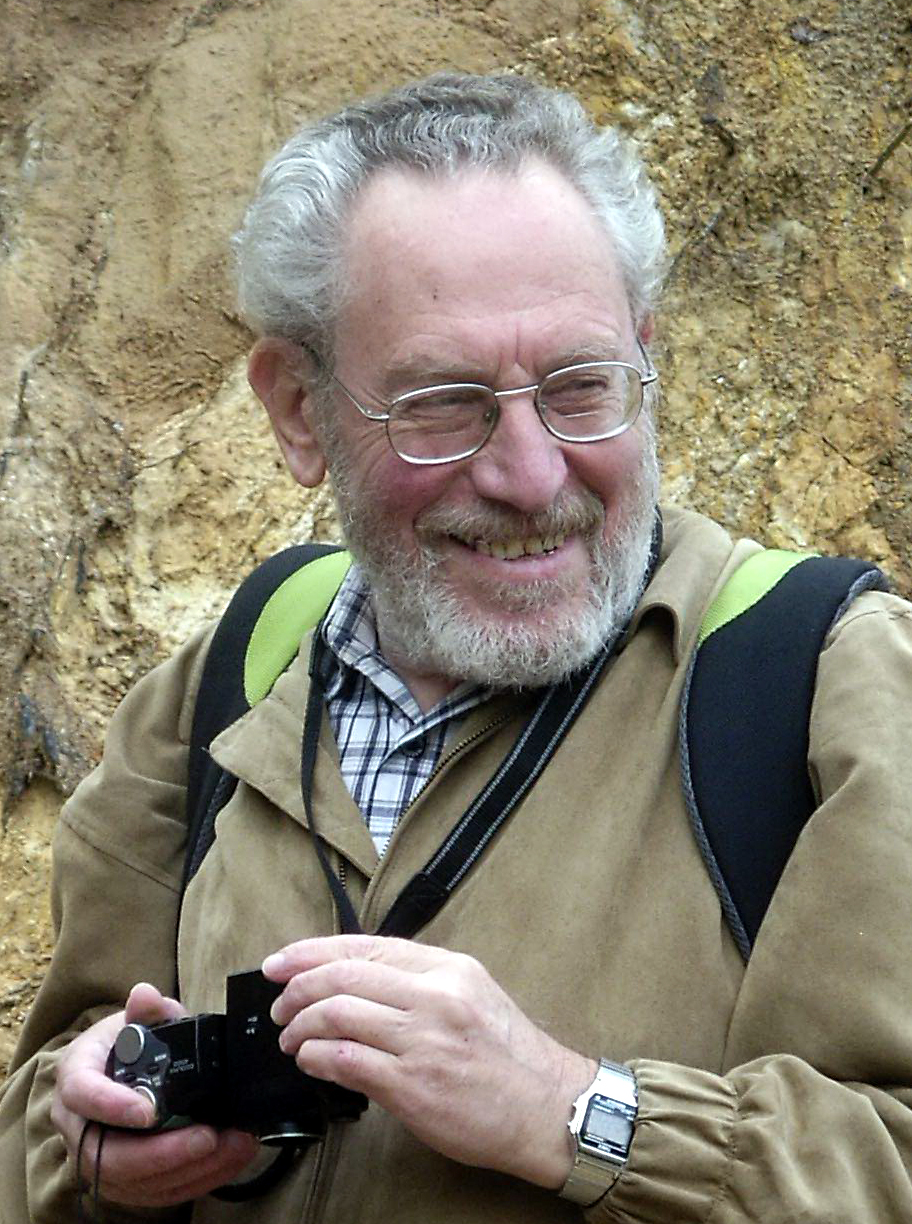
Вид Rasnichneumon alexandri был назван в честь Александра Павловича Расницына.

Rasnichneumon alexandri (лат.) — ископаемый вид наездников-ихневмонид рода Rasnichneumon из подсемейства Novichneumoninae (Ichneumonidae). Бирманский янтарь, Мьянма, меловой период, возраст находки 99 млн лет.

## Описание
Мелкие наездники. Длина переднего крыла 2,0 мм (ширина 0,6 мм), длина заднего крыла 1,2 мм (ширина 0,3 мм). Отличается следующими признаками жилкования: переднее крыло с жилкой r-rs выходящей перед серединой длины птеростигмы, в два раза длиннее расстояния между r-rs и m-cu; 2m-cu отклонена; заднее крыло с 2-Rs и 2-M, достигающими края крыла. Голова широкая, глаза широко расставлены. Усики 12-члениковые, нитевидные, в 0,6 раза длиннее крыла; скапус цилиндрический, петдицель немного длиннее ширины, в 0,3 раза длиннее скапуса; членики жгутика постепенно укорачиваются от основания к вершине, а апикальный членик такой же длины, как и субапикальный. Мандибулы крупные, постепенно изогнутые.
Вид был впервые описан в 2021 году гименоптерологом Дмитрием Копыловым (Палеонтологический институт РАН, Москва, Россия) с соавторами из Китая. Сходен с ископаемыми родами и видами из подсемейства †Novichneumoninae, †Rasnichneumon gracilis, †Heteroichneumon rasnitsyni, †Heteropimpla pulverulenta, †Rogichneumon braconidicus. Видовое и родовое название Rasnichneumon alexandri дано в честь крупного российского энтомолога Александр Павловича Расницына (Палеонтологический институт РАН, Москва).